# English Woman's Journal
Le English Woman's Journal est un mensuel britannique, publié de 1858 à 1864 au prix de 1 shilling. Après 1860, il est publié par les Victoria Press à Londres, dirigées par  Emily Faithfull qui n'employait que des femmes.

## Fondatrices et buts poursuivis
Le journal est créé en 1858 par Barbara Bodichon, Matilda Mary Hays et Bessie Rayner Parkes,, avec d'autres. Bodichon est la principale actionnaire et Samuel Courtauld détient aussi des parts. Parkes et Hays en sont les responsables éditoriales, remplacées par Emily Davies à partir de 1863.
Le but du journal était d'être une tribune où seraient abordées la place des femmes sur le marché du travail et l'égalité de traitement avec les hommes. Par ailleurs, des pages culturelles, sans lien avec le sujet du féminisme, complétaient le journal.
D'après Jim Mussell, il fut un magazine important dans l'histoire de la société et du féminisme.
Les « Ladies of Langham Place » se réunissent au 19, Langham Place à Londres, au siège du journal. S'y retrouvent aussi Helen Blackburn (1842–1903), Jessie Boucherett (1825–1905) et Emily Faithfull. Ce groupe crée la Society for Promoting the Employment of Women (Société pour la promotion de l'emploi des femmes) (SPEW), pour aider les jeunes femmes à trouver plus facilement un emploi.
L'English Woman's Journal cesse d'être publié en 1864 mais est remplacé en 1866 par l'Englishwoman's Review.